# قهرمان مادرزاد
قهرمان مادرزاد (انگلیسی: Born a Champion) یک فیلم درام و رزمی آمریکایی محصول سال ۲۰۲۱ به کارگردانی الکس راناریلو و نویسندگی شان پاتریک فلانری و راناریلو است. شان پاتریک فلانری، دنیس کواید و کاترینا بودن در این فیلم بازی می‌کنند.

## داستان
میکی کلی، یکی از اولین کمربندهای سیاه آمریکایی در جوجیتسو برزیلی، از همه چیزهایی که دوست دارد دور می‌شود و وارد مسابقات هنرهای رزمی ترکیبی غیر مجاز می‌شود و…

## تولید
فیلمبرداری در پتالوما، کالیفرنیا در تابستان ۲۰۱۹ انجام شد و در آگوست همان سال به پایان رسید.